# Oraniopsis
Oraniopsis é um género botânico pertencente à família Arecaceae.
1. ↑  «Oraniopsis — World Flora Online». www.worldfloraonline.org. Consultado em 19 de agosto de 2020